# Don't Let Me Be Misunderstood
"Don't Let Me Be Misunderstood" là một bài hát được viết bởi Bennie Benjamin, Gloria Caldwell và Sol Marcus cho nữ ca sĩ nhạc jazz và nhạc sĩ dương cầm Nina Simone, mà thâu nhạc bản này lần đầu tiên 1964. "Don't Let Me Be Misunderstood" đã được trình diễn bởi rất nhiều nghệ sĩ, đáng chú ý nhất là là ban The Animals, chơi kiểu blues rock làm bản nhạc trở thành một hit ở cả bên kia lục địa (châu Âu) vào năm 1965. Năm 1977 bản này được trình diễn theo thể loại disco bởi nhóm Santa Esmeralda cũng lại trở thành một hit.

## Phiên bản gốc của Nina Simone
Bản nhạc được biên soạn vào đầu năm 1964 bởi Bennie Benjamin, Gloria Caldwell và Sol Marcus. Nina Simone đã thu âm bản này vào tháng 6 năm 1964 ở New York. Đệm nhạc cho bà là ban Horace Ott, tuy nhiên không được quần chúng biết tới rộng rãi. Bản nhạc nói về thú nhận của cô ca sĩ về những thiếu sót trong tính tình của mình, tuy nhiên cho mình là có tâm hồn tốt và vì vậy không muốn người tình của mình hiểu lầm. Mặc dù thỉnh thoảng cô không thận trọng, khiến người yêu thấy được mặc xấu của cô, nhưng anh ta không nên hiểu sai.

## Phiên bản của ban The Animals
Ban nhạc The Animals ngay từ ngày 16 tháng 11 năm 1964 đã chọn bản nhạc này cho dĩa đơn thứ tư của họ, chơi với một nhạc điệu nhanh hơn. Dĩa đơn được phát hành trong tháng 1 năm 1965 với tên Don’t Let Me Be Misunderstood / Club A Go Go, thành công hơn phiên bản gốc, được đưa vào các bảng xếp hạng âm nhạc quốc tế (hạng 3 ở Anh Quốc, hạng 15 ở ở Hoa Kỳ). Vào ngày 13 tháng 9 năm 2010, Eric Burdon trong một cuộc phỏng vấn với Songfacts cho biết, tại sao ông đã lựa bản này: „ Tôi bị cha mẹ, thầy giáo và một số phụ nữ hiểu lầm, suốt cả cuộc đời." Tuy nhiên số lượng dĩa bán được của bản này không thành công như dĩa đơn trước đó The House of the Rising Sun. Phiên bản của The Animals đã được Rolling Stone đưa vào danh sách 500 bài hát hay nhất trong năm 2004, đứng hạng 315.

## Các bản cover khác
Lana Del Rey đã hát lại ca khúc cho album phòng thu thứ ba của mình, Honeymoon (2015).